# Fuligo
Fuligo ist eine Gattung von Schleimpilzen aus der Gruppe der Myxogastria, sie umfasst 9 Arten. Die am weitesten verbreitete und häufigste Art ist die sogenannte Gelbe Lohblüte (Fuligo septica).

## Merkmale
Die Fruchtkörper sind Aethalien, die gelegentlich einen Umfang von mehreren Dezimetern erreichen. Sie bestehen aus mehreren einzelnen Fruchtkörpern, die dicht ineinander verschlungen und von gelegentlich röhrenartiger bis unregelmäßiger Form sind und ein meist nur ansatzweise, selten aber auch vollständig erhaltenes, kalkhaltiges Pseudocapillitium aufweisen. Insgesamt sind sie im Umriss rundlich bis unregelmäßig, sonst flach bis aufgewölbt kissenförmig geformt. Der membranähnliche Hypothallus überragt den Ansatz des Fruchtkörpers nur um ein Weniges und ist strähnig-netzig bis schwammig-porös. Die vereinzelt fehlende Außenhaut (Cortex) ist derb bis zerbrechlich und glatt bis schaumartig aufgeraut.
Das physaroide bis ansatzweise badhamoide Capillitium besteht aus spindelförmigen Kalkknötchen, die unregelmäßig langgestreckt oder muschelförmig sind, die Fäden sind netzartig miteinander verbunden und können gelegentlich auch fehlen. Die Sporen sind in der Masse dunkelbraun bis schwarz.

## Verbreitung
Die Gattung ist weltweit nachgewiesen. Insbesondere die kosmopolitisch vorkommende Gelbe Lohblüte (Fuligo septica) ist dabei eine sehr häufige Art.

## Systematik und Forschungsgeschichte
Die Gattung wurde 1768 von Albrecht von Haller erstbeschrieben, Typusart ist Fuligo septica. Eine verwandte Gattung ist Physarum.
Fuligo umfasst rund zehn Arten. Fuligo candida und Fuligo rufa, die gelegentlich als Variationen von Fuligo septica aufgefasst wurden, gelten inzwischen als eigenständige Arten. Der Status von Fuligo laevis ist umstritten.
- Gelbe Lohblüte (Fuligo septica)
- Fuligo leviderma
- Fuligo luteonitens
- Fuligo candida (syn. F. septica var. candida)
- Fuligo cinerea
- Fuligo licenti
- Fuligo intermedia
- Fuligo muscorum
- Fuligo megaspora
- Fuligo laevis
- Fuligo rufa (syn. F. septica var. rufa)

## Nachweise
Fußnoten direkt hinter einer Aussage belegen die einzelne Aussage, Fußnoten direkt hinter einem Satzzeichen den gesamten vorangehenden Satz. Fußnoten hinter einer Leerstelle beziehen sich auf den kompletten vorangegangenen Absatz.
1. 1 2 3 4  Hermann Neubert, Wolfgang Nowotny, Karlheinz Baumann, Heidi Marx: Die Myxomyceten Deutschlands und des angrenzenden Alpenraumes unter besonderer Berücksichtigung Österreichs. Bd. 2, Karlheinz Baumann Verlag, Gomaringen 2000, ISBN 3-929822-01-6, S. 207.
2. ↑  Michael J. Dykstra, Harold W. Keller: Mycetozoa In: John J. Lee, G. F. Leedale, P. Bradbury (Hrsg.): An Illustrated Guide to the Protozoa. Band 2. Allen, Lawrence 2000, ISBN 1-891276-23-9, S. 975 (englisch).
3. ↑  Bruce Ing: Myxomycetes of Britain and Ireland. Richmond Pub. Co., 1999,  ISBN 085546-251-5.